# District de Toki
Le district de Toki (土岐郡, Toki-gun) était un district situé dans la préfecture de Gifu au Japon.
Il était constitué des villes de Toki, de Tajimi (sauf les sections au sud de la Tokigawa) et de Mizunami (mis à part l'ancien bourg de Toge qui appartenait au district d'Ena).
Le district de Toki est supprimé le 23 janvier 2006 à la suite de la réunion du bourg de Kasahara à la ville de Tajimi.

## Histoire
- 1er avril 1951
  - Les bourgs de Mizunami et de Toki fusionnent pour former le bourg de Mizunamitoki.
  - Le bourg de Kasahara est réuni à la ville de Tajimi.
- 1er avril 1952 : le village de Kasahara est fondé pour la seconde fois, toutes les anciennes sections du bourg (mise à part Takiro) s'étant séparées de Tajimi.
- 1er août 1952 : Kasahara obtient de nouveau le statut de bourg.
- 1er avril 1954 : les municipalités de Mizunamitoki, Inazu, Kamado, Oaki, Hiyoshi et des sections d'Akise (Togari, Yamanouchi, Tsukiyoshi) fusionnent avec le bourg de Toge du district d'Ena pour former la ville de Mizunami. Les sections restantes d'Akise forment le bourg d'Izumi.
- 1er février 1955 : les municipalités d'Izumi, Tokizu, Shimoishi, Tsumagi, Dachi, Hida, Tsurusato et Sogi fusionnent pour former la ville de Toki.
- 23 janvier 2006 : le bourg de Kasahara est réuni à Tajimi pour la seconde fois. Les villes ne faisant pas partie des districts, le district de Toki, qui ne comprend plus aucune partie rurale, est supprimé.